# Vossia cuspidata
Vossia es un género monotípico de la familia de herbáceas Poaceae, localizada en Asia y África. La única especie conocida es Vossia cuspidata, una herbácea acuática nativa de África (de Senegal a Egipto, Somalia y al sur hasta Namibia), y de Assam, Bangladesh y el norte de Indochina. Su nombre común es hierba hipopótamo (hippo grass en inglés).

## Descripción
Es una planta herbácea de tallo grueso, pilosa y perenne. Es una planta acuosa emergente de agua dulce que crece en grupos densos en aguas de hasta 5,5 metros de profundidad. Los tallos forman una maraña esponjosa a medida que la estación seca progresa. 

## Hábitats
En los Llanos del Kafue de Zambia, es la planta dominante en aguas lentas eutróficas. Forma conjuntos prácticamente monoespecíficos con muy pocas otras especies, pero comparte este hábitat con la pequeña planta carnívora flotante Utricularia gibba subsp. exoleta en áreas resguardadas donde las aguas son calmas. V. cuspidata también se encuentra, mezclada con otras plantas, en áreas donde diferentes hábitats se encuentran, transicionando brevemente con la hierba Polygonum senegalense o con la alta caña Sorghum verticilliflorum a lo largo de las riberas de ríos principales; con Echinochloa stagnina, una hierba acuática similar a V. cuspidata pero anual, en llanuras de inundación; y con el nenúfar Nymphaea lotus en otros lugares.
En esta área se usa intensamente para el pastoreo de enormes manadas de Kobus leche kafuensis, una subespecie local de antílopes Lechwe, los cuales son enormemente dependientes de la V. cuspidata en la estación seca. Esto mantiene la maraña formada por sus tallos bajo control, permitiendo a otras plantas herbáceas colonizar áreas en el aguas abiertas y, simultáneamente, liberando semillas atrapadas en la maraña. El sobrepastoreo de estas áreas permite la creación de un hábitat adecuado para la profusión de aves.
Cuando el nivel del agua se eleva al comenzar las inundaciones anuales de los Llanos del Kafue, es habitual que grandes haces de tallos de Vossia y Echinochloa se suelten; estos mechones de hierba moribunda se convierten en matas flotantes en los pantanos y generan un ecosistema propio dominado por el junco Pycreus mundii, aunque también acoge otros juncos (Cyperus nudicaulis, C. imbricatus y Scirpus cubensis) y hierbas (Alternanthera sessilis, Ipomoea mauritiana, I. rubens, Ludwigia adscendens, L. leptocarpa y una especie de Commelina).
En Zambia, V. cuspidata florece de enero a mayo, con un máximo hacia finales de marzo. En años de sequía, no florece en áreas de terreno que no se inundan.

#### Anteriormente includas[7]
Ver Phacelurus
- Vossia cambogiensis - Phacelurus cambogiensis
- Vossia speciosa - Phacelurus speciosus